# Chery A11

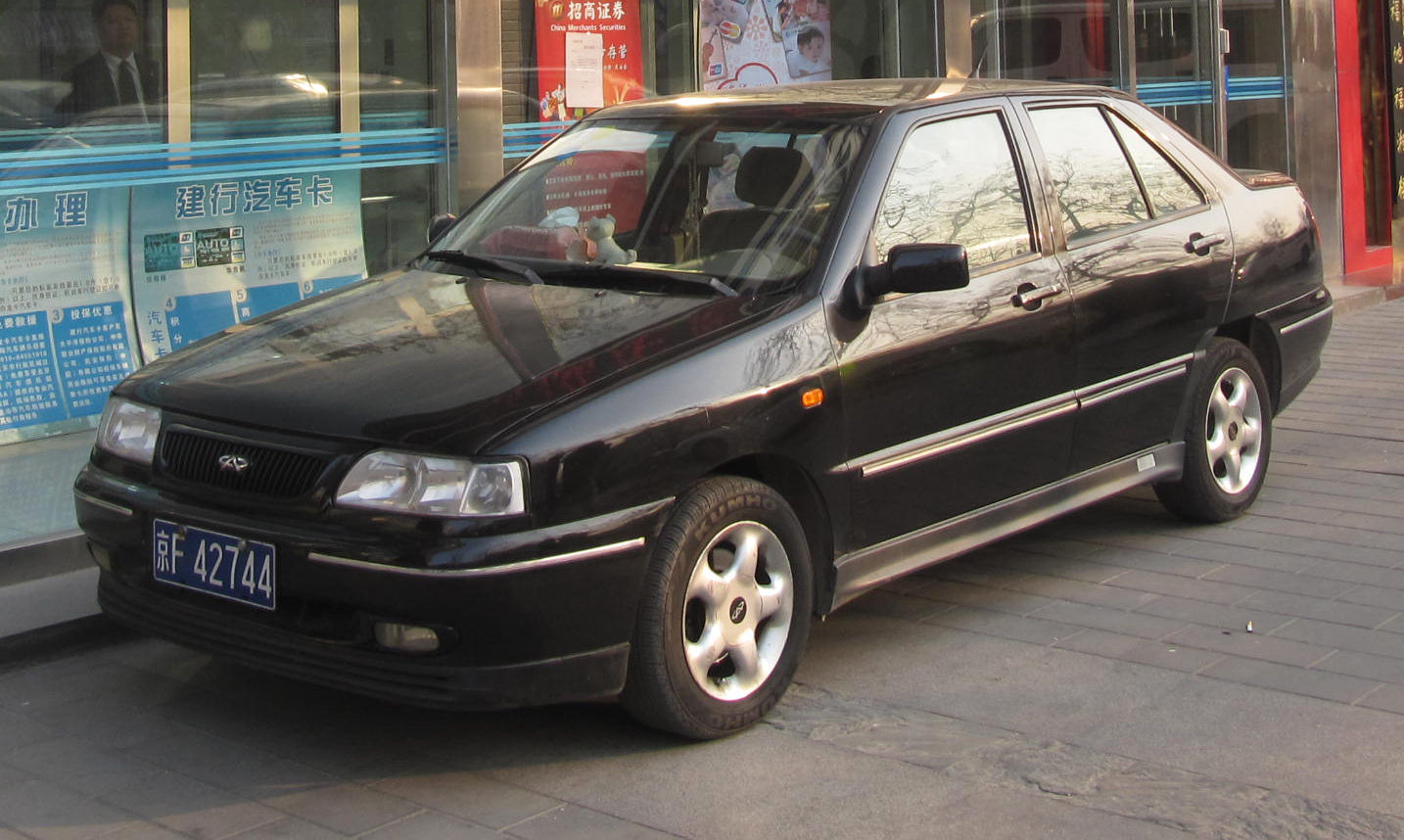
Chery Windcloud

Chery A11 (также известный как Fulwin, Fengyun или Windcloud) — первый автомобиль китайской компании Chery. Созданный без одобрения правительства, он, тем не менее, стал первым шагом в истории успеха Chery и помог превратить китайский автомобильный рынок из зависимого от иностранных совместных предприятий.

## Описание
Chery A11 являлся ребеджинговым вариантом первого поколения SEAT Toledo, выпускавшегося с 1991 по 1999 год на платформе Volkswagen Group A2. Это та же платформа, на которой FAW-VW Automobile выпускает FAW-VW Jetta. Производство Windcloud действительно зависело от секретных сделок с теми же поставщиками запчастей, что и FAW-VW. Более позднее внесудебное финансовое урегулирование означало, что Volkswagen согласился воздержаться от запланированного судебного процесса. Покупка чертежей Toledo также осуществлялась тайно, несмотря на то, что SEAT был дочерней компанией Volkswagen: все эти искусные переговоры были работой инженера Инь Тонъяо, который первоначально работал на китайском совместном предприятии Volkswagen.
Первоначально Tongyao был приобретён правительством Уху в провинции Аньхой. В то же время было принято решение разработать автомобиль для местного производства. Первые прототипы, сошедшие с конвейера в мае 1999 года, оснащены двигателями Ford CVH объёмом 1,6 литра. Позже на смену CVH пришли более современные двигатели Tritec и Acteco. В то время в Китае действовали очень строгие правила, препятствующие приходу новых «игроков» в автомобильную промышленность, поэтому в течение почти двух лет компания Chery официально производила только «автомобильные компоненты», хотя и в полностью собранном виде. В 2001 году компания Chery, наконец, получила разрешение правительства продавать свои автомобили по всей стране.
Производство A11 началось в декабре 1999 года под индексом CAC634. В 2000 году название было сменено на Fengyun под индексом SQR7160, а производство в Китае завершилось в 2006 году. С 2008 года Chery A11 выпускается в Иордании.
Chery A15, впервые представленный в 2003 году, являлся модернизацией Windcloud.